# IIHF Challenge Cup of Asia 2014 (ženy)
IIHF Challenge Cup of Asia 2014 (ženy) byl v tomto ročníku rozdělen do dvou výkonnostních turnajů podle zařazení jednotlivých družstev ve výkonnostních divizích mistrovství světa. Japonsko, které v tomto roce startovalo na olympijských hrách se turnaje neúčastnilo.

## Elitní skupina
Turnaj výkonnostně nejvyšší elitní skupiny se konal od 9. do 13. března 2014 v hale Charbinské university v Charbinu v Číně. Turnaje se zúčastnila čtyři družstva, která hrála jednokolově každé s každým, poté první dvě družstva hrála finále a třetí a čtvrté o 3. místo. Vítězství si připsali domácí hráčky Číny před hráčkami Severní a Jižní Koreje.

### Základní skupina
|    |               | Čína | Severní Korea | Jižní Korea | Austrálie | V | VP | PP | P | VG | OG | B |
| F  | Čína          | ***  | 3:1           | 5:0         | 5:0       | 3 | 0  | 0  | 0 | 13 | 1  | 9 |
| F  | Severní Korea | 1:3  | ***           | 7:1         | 4:0       | 2 | 0  | 0  | 1 | 12 | 4  | 6 |
| o3 | Jižní Korea   | 0:5  | 1:7           | ***         | 4:1       | 1 | 0  | 0  | 2 | 5  | 13 | 3 |
| o3 | Austrálie     | 0:5  | 0:4           | 1:4         | ***       | 0 | 0  | 0  | 3 | 1  | 13 | 0 |

### Finále a zápas o 3. místo
|    | Finále        | Čína        | Severní Korea |
| 1. | Čína          | ***         | 2:1           |
| 2. | Severní Korea | 1:2         | ***           |
|    | o 3. místo    | Jižní Korea | Austrálie     |
| 3. | Jižní Korea   | ***         | 2:1           |
| 4. | Austrálie     | 1:2         | ***           |

## Divize I
Turnaj výkonnostně nižší skupiny nazvaný divize I podle vzoru mistrovství světa se konal od 26. do 28. prosince 2013 v hale Mega Ice v Kowloonu v Hongkongu v Číně. Turnaje se zúčastnila čtyři družstva, která hrála jednokolově každé s každým. Vítězství si připsali domácí hráčky Hongkongu před hráčkami Thajska a Singapuru.

### Základní skupina
|    |                         | Hongkong | Thajsko | Singapur | SAE  | V | VP | PP | P | VG | OG | B |
| 5. | Hongkong                | ***      | 4:0     | 7:1      | 9:0  | 3 | 0  | 0  | 0 | 20 | 1  | 9 |
| 6. | Thajsko                 | 0:4      | ***     | 6:1      | 12:0 | 2 | 0  | 0  | 1 | 18 | 5  | 6 |
| 7. | Singapur                | 1:7      | 1:6     | ***      | 7:6  | 0 | 1  | 0  | 2 | 9  | 19 | 2 |
| 8. | Spojené arabské emiráty | 0:9      | 0:12    | 6:7      | ***  | 0 | 0  | 1  | 2 | 6  | 28 | 1 |